# Clavicoccus erinaceus
Clavicoccus erinaceus är en insektsart som beskrevs av Ferris in Zimmerman 1948. Clavicoccus erinaceus ingår i släktet Clavicoccus och familjen ullsköldlöss. IUCN kategoriserar arten globalt som utdöd. Inga underarter finns listade i Catalogue of Life.